# 白辛树球针壳
白辛树球针壳（学名：Phyllactinia pterostyracis）是属于白粉菌目白粉菌科球针壳属的一种真菌，寄生在白辛树属植物上。该种分布于中国、日本。